# Медаль «За спасение» (Российская империя)
Не следует путать данную медаль с другими медалями Российской империи: «За спасение сограждан», «За спасение погибавших», «За спасение человечества», «За спасение ближних на море», «За спасение утопавших», «За спасение погибавших на море».
Медаль «За спасение» — государственная награда Российской империи, учреждённая в связи с покушением А. К. Соловьёва на Александра II, которое произошло 2 апреля 1879 года.

## Основные сведения
Медаль «За спасение» учреждена 23 октября 1879 года указом Александра II. Указ об учреждении был сообщён начальником III отделения Собственной Его Императорского Величества канцелярии А. Р. Дрентельном в капитул орденов и медалей. Было всего 6 награждённых.

## Порядок награждения
Награждались лица, участвовавшие в поимке А. К. Соловьёва, совершившего покушение на Александра II 2 апреля 1879 года. Всего награждено шесть человек:
- Василий Петров, городовой Санкт-Петербургской полиции;
- Андрей Тюменев, унтер-офицер роты дворцовых гренадер ;
- Петр Андреев, фельдфебель в отставке;
- Василий Залетов, рядовой лейб-гвардии Литовского полка в отставке;
- Михаил Храмов, крестьянин Рязанской губернии;
- Федор Орлов, крестьянин Псковской губернии.

## Описание медали
Медали сделаны из золота. Диаметр 28 мм. На лицевой стороне медали изображён портрет Александра II, обращённый вправо. Вдоль края медали по окружности надпись «Б.М.АЛЕКСАНДРЪ II ИМП. И САМОД. ВСЕРОСС.». На оборотной стороне медали горизонтальная надпись в две строки: «ЗА СПАСЕНІЕ», под ней черта.
Медали изготовлены на Санкт-Петербургском монетном дворе в июле 1880 года.

## Порядок ношения
Медаль имела ушко для крепления к колодке или ленте. Носить медаль следовало на груди. Лента медали — Владимирская.